# Lotti Krekel
Hedwig Charlotte "Lotti" Krekel (Roetgen, 23 augustus 1941 – 11 april 2023) was een Duitse carnavals- en schlagerzangeres en actrice.

## Voorgeschiedenis
Na de middelbare school in 1958 voltooide Lotti Krekel in 1960 de hogere handelsschool in Keulen. Reeds als 6-jarige was ze actief voor de schoolradio, vooral in stukken in het Kölsch plat. Ze debuteerde na dans- en toneelonderwijs in het Millowitsch-Theater in Keulen in de klucht Die spanische Fliege (première 16 augustus 1958). In dit stuk speelde ze een hoofdrol naast Willy en Lucy Millowitsch. Dankzij de talrijke tv-uitzendingen uit dit theater werd ze algemeen bekend.

## Carrière
Lotti Krekel acteerde in de films Der wahre Jacob (augustus 1960) en Willy, der Privatdetectiv (december 1960), ook aan de zijde van Willy Millowitsch. Daarna acteerde ze vooral in tv-films, zoals Der fröhliche Weinberg (februari 1961), Tante Jutta aus Kalkutta met Willy Millowitsch, Elsa Scholten en Peter René Körner (maart 1962), Schönes Wochenende met Walter Jokisch (december 1962), Tim Frazer met Max Eckard (januari 1963) en Das rote Tuch (mei 1966). In 1991 was ze de spreekster van het nijlpaardvrouwtje Elinor in het zesdelige marionettenspel Drei Dschungeldetektive van de Augsburger Puppenkiste. Later acteerde ze in meerdere series, waaronder SK Kölsch, Sylter Geschichten, Zum Stanglwirt en Tatort (1999). Tot 2014 stond ze in de WDR-series Die Anrheiner en Ein Fall für die Anrheiner in de rol van Trudi Fritsch voor de camera.
Ze was ook als spreekster bij diverse hoorspelproducties actief, wederom vooral in Keuls dialect, maar ook in een van de beroemde Paul Temple-hoorspelen: Paul Temple und der Fall Margo uit 1962.
In december 1969 begon ze met het zingen van carnavalsliederen en maakte haar debuut, samen met Horst Muys, met het nummer Ne Besuch em Zoo, een compositie van Hans Knipp. Haar bekendste nummer is Mir schenke dä Ahl e paar Blömcher en handelt over een oude, arme buurvrouw, die een groot hart heeft voor kinderen. Het lied is tegenwoordig een evergreen. Af en toe zong ze ook wel eens in een duet met Willy Millowitsch. In 1998 speelde ze in de aflevering Der Hausball van de serie Familie Heinz Becker, de als Lotti Krekel verklede Hilde Becker. In 2009 presenteerde ze samen met Nick Benjamin bij de SWR het programma Unsere größten Fastnachtshits. In de jaren 1970 had ze al jaarlijks de Karnevalistische Hitparade van de WDR-radio  gepresenteerd.

## Privéleven
Lotti Krekel was tot haar overlijden getrouwd met de acteur Ernst Hilbich en woonde in Keulen. Ze was de halfzus van de in mei 2013 overleden Hildegard Krekel, met wie ze in de WDR-serie Die Anrheiner voor de camera stond.
Krekel werd 81 jaar oud.

## Succesnummers
- 1969: Ne Besuch em Zoo
- 1970: Mir schenke dä Ahl e paar Blömcher
- 1971: Warum muss Aschermittwoch immer alles vorbei sein
- 1972: De kölsche Schusterjunge
- 1972: Uns Tante Klara

## Filmografie
- 1960: Der wahre Jakob
- 1960: Willy, der Privatdetektiv
- 1961: Der Hochtourist
- 1961: Robert und Bertram
- 1962: Schönes Wochenende
- 1963: Was soll werden, Harry?
- 1963: Eine dumme Sache - Party um Mitternacht
- 1964: Der Pedell
- 1965: Drei kölsche Jungen
- 1966: Die Donau Geschichten (televisieserie)
- 1966: Der doppelte Moritz
- 1967: Der ungläubige Thomas
- 1967: Der kühne Schwimmer
- 1967: Der dritte Handschuh
- 1968: Der Meisterboxer
- 1969: Der Etappenhase
- 1974: Pittsville – Ein Safe voll Blut
- 1974: Ein fröhliches Dasein
- 1976: Um zwei Erfahrungen reicher
- 1983: Der Paragraphenwirt (televisieserie)
- 1986: Geld oder Leber!
- 1986: Geschichten aus der Heimat - Klingeln bei Krötzkes (televisieserie)
- 1988: Geschichten aus der Heimat - Glück im Unglück (televisieserie)
- 1992: Geschichten aus der Heimat - Augenblick der Wahrheit (televisieserie)
- 1993: Sommerliebe
- 1994: Die Weltings vom Hauptbahnhof – Scheidung auf Kölsch
- 1995: Schräge Vögel
- 1995: Zum Stanglwirt (televisieserie, aflevering 36 en 37)
- 1996: Mit einem Bein im Grab (televisieserie)
- 1998-2011: Die Anrheiner (televisieserie, aflevering 214-611)
- 1998: Familie Heinz Becker - Der Hausball (televisieserie)
- 1999: Tatort – Restrisiko (televisieserie)

- 2002: Das Amt - Blind Date (televisieserie)
- 2007: Der Bulle von Tölz: Feuer und Flamme
- 2011–2014: Ein Fall für die Anrheiner (televisieserie, aflevering 1–111)

## Hoorspelen
- 1954: Tageszeiten der Liebe – regie: Wilhelm Semmelroth
- 1956: Die Furcht hat große Augen – regie: Ludwig Cremer
- 1956: Kölsch Galgespill – regie: Fritz Peter Vary
- 1957: Es geschah in... Südamerika; Aflevering: Das Dorf Monterna – regie: Raoul Wolfgang Schnell
- 1958: Geschichten vom Kater Musch; Aflevering 7: Der Schulschwänzer – regie: Fritz Peter Vary
- 1959: Der fussige Schnäuzer – regie: Fritz Peter Vary
- 1959: Et Spillche vun der Frau Richmod – regie: Fritz Peter Vary
- 1959: De gäl Färv – regie: Fritz Peter Vary
- 1960: Andere Lück sin och Minsche – regie: Fritz Peter Vary
- 1961: Duvejecke vum Kreegmaat – regie: Heinz Dieter Köhler
- 1961: Stern über der Grenze – regie: Otto Kurth
- 1962: Paul Temple und der Fall Margo (7e deel) – regie: Eduard Hermann
- 1962: Der unerwünschte Gast (1e en 3e deel) – regie: Erik Ode
- 1962: Wat dä Schmitzens all passeet – regie: Fritz Peter Vary
- 1963: Das schöne Fräulein Aiko – regie: Werner Hausmann
- 1963: Inspektor Hornleigh auf der Spur; 2e serie: 5e aflevering: Der Mann mit dem Tirolerhut – regie: Hermann Pfeiffer
- 1963: Et Rattegift – regie: Heinz Dieter Köhler
- 1966: Der fremde Gast – regie: Raoul Wolfgang Schnell
- 1980: Muuzemändelche – regie: Leopold Reinecke
- 1982: Die weiße Weste – regie: Leopold Reinecke
- 1983: Zwanzig Mille Grazie – regie: Heribert Malchers
- 1984: Minus Minus jitt Plus oder Dat Dinge med däm Koppfschoss – regie: Heribert Malchers
- 1987: Mein Freund, das Ungeheuer – bewerking en regie: Ullrich Tesche
- 1988: Ne jans andere Minsch – regie: Heribert Malchers
- 1988: Äwwer King – wööt nur d'r im – regie: Manfred Brückner
- 1992: Der Fall Margret Hess – regie: Hartmut Kirste
- 1992: Manes un nies oder D'r Balkongpoet – regie: Alex Neumann
- 1999: Die Geschichte von der Schüssel und vom Löffel – regie: Uwe Schareck; Thomas Leutzbach
- 1999: Pflaume mit Salz – Ein Junge aus Afghanistan allein in Deutschland – oder – Dokument eines Kinderschicksals – regie: Claudia Johanna Leist
- 2004: Weiße Schwäne – schwarze Schwäne (4 delen) – regie: Claudia Johanna Leist
- 2008: Heul doch! – regie: Katrin Moll

- Gemeinsame Normdatei: 134434439
- International Standard Name Identifier: 0000 0001 3305 9517
- MusicBrainz: 74c4839c-4a6b-439d-a7d1-a520f6afad84
- Virtual International Authority File: 79621397
- WorldCat: E39PBJrWxWFqD3y6htwKBJ8wG3